# 王治岐
王治岐（1901年—1985年8月11日），字凤山，甘肃天水人，中华民国中将、甘肃省政府主席。后任民革甘肃省委员会副主任委员、民革中央委员。

## 生平
1924年，王治岐入黄埔军校第一期学习。后来又毕业于陆军大学将官班乙级第一期。历任黄埔军校教导团排长、连长，国民革命军第一师营长，中央警卫师警卫一团营附、团附。1932年调任浙江省保安第二团上校团长。后历任国民革命军第一军第一师参谋主任、少将高参，甘肃保安旅旅长等职。1937年七七事变后，调任西安中央军校七分校第十五期学生少将总队长。1938年调任第八十军第一六五师师长。1939年7月授陆军少将。1942年6月，任第八十军副军长。1943年9月，任甘肃省保安处处长。
1949年2月，王治岐任第一一九军军长。1949年5月，西北军政长官公署将驻防甘肃的中央军第九十一军、第一一九军、第一二〇军，组成第七兵团，共7个师、4.5万多人，由第一一九军军长王治岐任陇南兵团司令官。兵团组成后，随即东赴陕西，接受胡宗南指挥，参加第二次国共内战。同年6月，配合胡宗南的第18兵团、马继援的陇东兵团反攻咸阳、西安，遭到中国人民解放军打击。同年7月，中国人民解放军第一野战军在华北野战军的配合下，发起扶眉战役，该兵团遭重创，王治岐只身逃脱，兵团机构解体，各军残部各自退回甘肃。
1949年11月，已溃败的王治岐被广州中华民国政府任命为甘肃省政府主席。1949年12月9日，第一一九军军长王治岐、副军长蒋云台在武都县率部通电宣布起义，配合中国人民解放军第七军和平佔領了武都。
中华人民共和国成立后，任甘肃省人民政府委员，民革甘肃省第五届委员会副主任委员，民革第六届中央委员，西安黄埔军校同学会名誉会长等职。
1985年8月11日，王治岐在甘肃兰州病逝，享年84岁。

## 著作
- 《王治岐回忆录》[2]
- 《第一一九军简史》[2]